# La Place
La Place – jednostka osadnicza w Stanach Zjednoczonych, w stanie Illinois, w hrabstwie Piatt.